# Chöje-Kloster
| Tibetische Bezeichnung                          |
| ----------------------------------------------- |
| Wylie-Transliteration: dzam thang chos rje dgon |

Das Cuo'erji Si bzw. Cuo'erji-Kloster oder Chöje Gompa usw. (chinesisch 措尔机寺, Pinyin Cuò’ěrjī sì; tib.: chos rje dgon) im Kreis Zamtang (bzw. Dzamthang; chin. Rangtang) des Autonomen Bezirks Ngawa der Tibeter und Qiang im Norden der chinesischen Provinz Sichuan ist ein Kloster der Jonang-Schule des tibetischen Buddhismus. Es wurde in der Zeit der Mongolen-Dynastie gegründet.
Das Kloster steht seit 2006 auf der Liste der Denkmäler der Volksrepublik China (6–706).